# 噶玛噶举乌尔金佩伦莱林寺
噶玛噶举乌尔金佩伦莱林寺（羅馬化：Garma Garjid Ürjin Perenlailin khiid），位于蒙古国乌兰巴托，是一座藏传佛教噶玛噶举派寺院。该寺也是蒙古国现代史上第一座噶玛噶举派寺院。

## 简介
2005年10月，该寺开放。该寺住持是达巴桑布·泰班赛汗（Davaasambuugiin Taivansaikhan）。2007年6月，达巴桑布·泰班赛汗以及一位来自乌兰巴托甘丹寺的喇嘛共同参与制作了一座坛城，并且共同参与念诵“红教”经文，这是蒙古国自1937年以来首次念诵这种经文。乌兰巴托的宁玛派（红教）寺院还有那木道尔德成林寺。
噶玛噶举派的领袖是噶玛巴。噶玛巴·伍金赤列多吉生于1985年。1992年被认定为第十六世噶玛巴的转世灵童，同时获得中华人民共和国中央政府及十四世达赖的承认，并在楚布寺坐床。1999年12月，他潜离西藏，经尼泊尔来到印度，于2000年1月初抵达印度达兰萨拉。2000年夏季，他访问了蒙古国，其中也来到了位于温都尔汗以西的热尔嘎拉特汗县。2009年，他访问了俄罗斯的乌兰乌德、伊尔库茨克、卡尔梅克共和国。